# Royal Flying Doctor Service
A Királyi Repülő Orvosi Szolgálat (angolul Royal Flying Doctor Service, rövidítve RFDS), közismertebb nevén "Repülő Doktor" (angolul Flying Doctor),  vagy „repülő orvosok szolgálata” egy légiorvosi mentőszolgálat Ausztráliában. A nonprofit szervezet sürgősségi orvosi ellátást és szállítást biztosít Ausztrália vidéki és távoli (Outback) területein élő betegek számára. Az RFDS alapellátási szolgáltatásokat és egyéb egészségügyi ellátást is nyújt olyan helyen élők számára, ahol az ellátásokhoz való hozzáférés korlátozott.

## Feladatköre
Az RFDS 24 órás légiorvosi sürgősségi ellátást nyújt, amely az ország legtávolabbi helyeit is eléri. A helyszínre érkezési idő néhány órát vehet igénybe, de legtöbbször nem haladja meg a 2 óra időtartamot. A működési területe szinte egész Ausztráliát lefedi. A sürgősségi ellátás mellett telekommunikációs eszközök segítségével tele-egészségügyi konzultációkat tartanak, kiszállások (angolul: Fly-in fly-out, FIFO) rendszerben háziorvosi és ápolói rendeléseket biztosítanak, valamint mobil fogászati szolgáltatásokat és egyéb egészségügyi szolgáltatásokat is.
- Sürgősségi ellátás: olyan légi-egészségügyi ellátást és szállítást biztosít Ausztrália távoli területein élő beteg vagy sérült személyek számára, akik sürgős orvosi ellátásra szorulnak. A betegeket szükség esetén repülőgéppel a megfelelő kórházba szállítják további kezelés céljából.
- Alapellátás: Az RFDS elsősorban  repülőorvosi szolgáltatásairól ismert, ennek ellenére az alapellátás mára a napi működésünk kétharmadát teszi ki. Beletartozik például az oltások, egészségügyi ellenőrzések, vagy krónikus betegségek, például cukorbetegség, szív- és érrendszeri betegségek és általános életmódbeli problémák kezelése.
- Betegszállítás: Közúti és légi szállítást végeznek. 292 gépjárművel és úgy 87 repülőgéppel rendelkezik. A 2023-ban az RFDS 32 949 beteget szállított légi úton és 53 914 beteget közúton.
- Jelentések publikálása: A kutatási sorozatának első példánya 2023 februárjában került kiadásra „Best for the Bush Health Baseline 2022” címmel, amely a vidéki és távoli helyeken élő ausztrálok egészségi állapotáról szóló legfrissebb adatokat publikálta.

Az RFDS naponta több mint 900 beteggel kerül kapcsolatba. 2023-ban telekommunikációs eszközön keresztül 55 930 egészségügyi konzultációt végeztek, a repülők pedig 27 475 543 kilométer távolságot tettek meg légi úton.
- Jandakot Airport bázis
- Jandakot Repölőtéri Bázis
- Az irányító központ az Alice Springs bázison
- Beechcraft B200C King Air rpülőgép
- Az RFDS mentőrepülőgépének kabinja (1:1 méretű modell az Alice Springs Múzeumban)
- RFDS autó
- RDFS autók parkolnak
- Az ausztrál Outbackben a normál utak gyakran egyben az RFDS leszállópályáiként is szolgálnak.

## Története
John Flynn ausztrál presbiteriánus lelkész 1911-ben kezdte meg munkáját a dél-ausztráliai távoli területen elhelyezkedő Beltanában, ahol az orvosi ellátás nem volt elérhető. Flynn eleinte bozótos kórházak és szállók létrehozásában segített, majd meglátta a repülőgép használatában rejlő lehetőségeket. 1928. május 15-én megalakult a Légi Egészségügyi Szolgálat (Aerial Medical Service). Az első bázis a queenslandi Cloncurry-ben kezdte meg működését. Az első hivatalos repülés 1928. május 17-én történt Cloncurryből Julia Creekbe, körülbelül 80 mérföldre. Kezdetben egymotoros, kétfedelű repülőgép állt rendelkezésre és az első évben nem volt rádiós összeköttetés, így leginkább valaki értesítése útján szerezhettek tudomást arról, hová kell menni segítséget nyújtani. Ezen változtatott az 1928-ban kifejlesztett kerékpárpedálokkal hajtott generátor, amely egy rádió adó-vevőt működtetett, és amely morzekódot tudott küldeni. 1929-ben Cloncurryben rádióállomás kezdte meg működését. Az első vezeték nélküli pedálos rádiót az Augustus Downs állomáson telepítették, 150 mérföldre a várostól. A következő években tanyákon, kórházakban, missziókban és a Légi Orvosi Szolgálat bázisain kerültek elhelyezésre.
A szolgálat feladatai 1934-ben a Presbiteriánus Egyháztól átkerültek az Ausztrál Légi Egészségügyi Szolgálathoz, amely ezt követően Ausztrália szerte szolgálatokat létesített. 1934-ben megalakult a Viktoria részleg, majd Nyugat-Ausztráliában 1935-ben megnyitották a Wyndham bázist. A Központi Műveleti Központot 1936-ban alapították, 1937-től Broken Hill-ből működött dél-ausztráliai részlegként. Az Alice Springsben lévő bázist 1939-ben nyitották meg. A Keleti Goldfields Részleget hivatalosan 1937-ben alapították, de Kalgoorlie térségében már az 1930-as évek elejétől történtek repülővel  orvosi ellátások. A Nyugat-Ausztrál Részleget hivatalosan 1936-ban jegyezték be, de az első bázisa Port Hedlandben már egy évvel korábban megkezdte a működését, az első orvosi repülést a nyitónapon hajtották végre. A Queenslandi Részleget csak 1939-ben jegyezték be. A Cloncurry bázis 1964-ig működött, ekkor a bázist Mount Isa városába helyezték át.
1942-ben a szolgálatot átnevezték "Flying Doctor Service"-re, II. Erzsébet királynő, 1954-ben  ellátogatott a Broken Hillben lévő bázisra, majd 1955-ben engedélyezte a szervezet nevében a királyi előtag "Royal" használatát.

### Jövő
Az ausztrál kormány 2024-ben 74,8 millió ausztrál dolláros beruházást jelentett be a szolgálat támogatására a következő három évben. A finanszírozás lehetővé teszi az RFDS számára, hogy kibővítse alapellátási, mentálhigiénés és fogászati szolgáltatásait. Továbbá az ausztrál a kormány és az RFDS között egy hosszú távú stratégiai partnerségi megállapodás is létrejött, amely a 2031–2032-es pénzügyi évig tart. A 2024-2032 időszakra a kormány 1 milliárd ausztrál dollár értékben vállalt kötelezettségvállalást.

## Szervezete

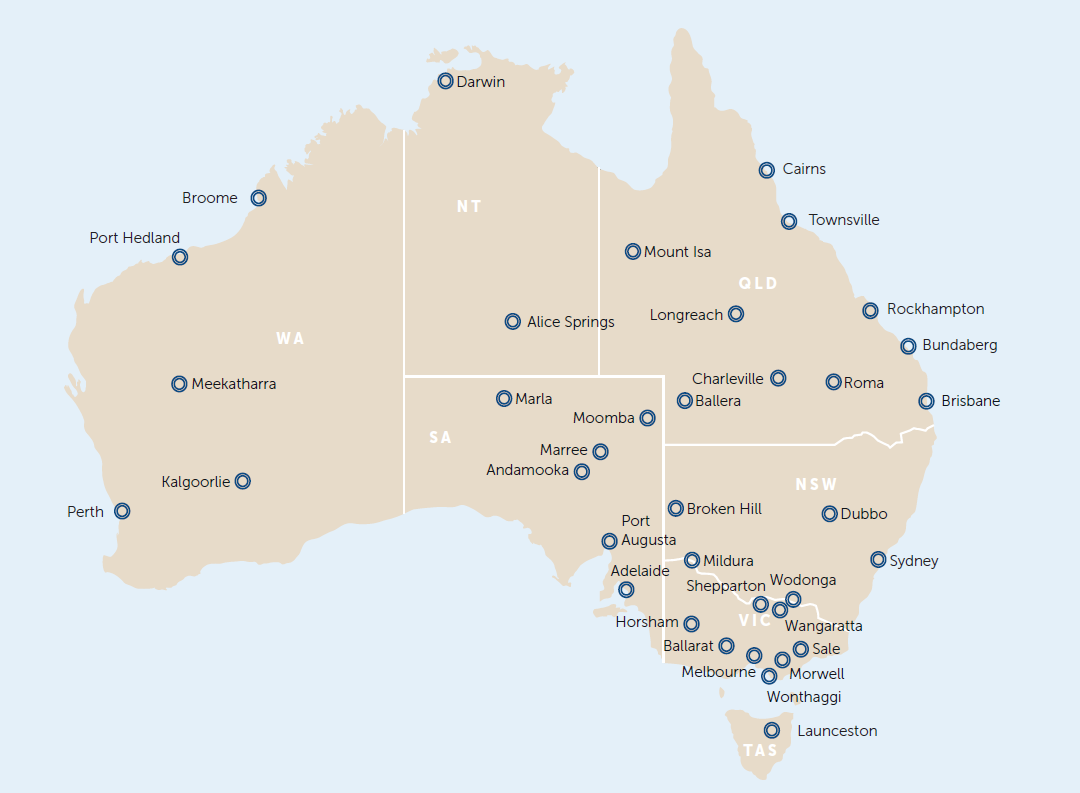
Az RFDS bázisai (repülő és egyéb)

A Királyi Repülő Doktor Szolgálat (RFDS) hét jogi személyből áll, amelyek közös vállalkozási megállapodás alapján működnek együtt. Mindegyik szervezet független mind pénzügyileg, mind működésileg, saját igazgatósággal és vezetőséggel rendelkezik. Ezek közül 6 autonóm regionális szervezet, és egy a canberrai szövetségi iroda. A szervezetek a következők: RFDS Központi Műveletek, RFDS Queenslandi Részleg, RFDS Délkeleti Részleg, RFDS Viktoria Részleg, RFDS Tasmánia, RFDS Nyugati Műveletek, és az RFDS Ausztrália, ami Canberrában található.

### Az RFDS bázisai
Az országban 23 repülőtérről indulnak a repülők a kontinens különböző részeire. Zárójelben a működés kezdeti éve
- Központi Műveleti Központ: Alice Springs (1939), Port Augusta (1955[13]), Adelaide (1987[14]), Darwin (2017)[15]
- Délkeleti Részleg: Broken Hill (1936), Essendon (Melbourne 1936), Dubbo (1999), Bankstown (Sydney mellett, 1994), Launceston (1997),
- Queenslandi Részleg: Charleville (1943), Mount Isa (1964), Cairns (1972), Bundaberg (2002), Brisbane (1995), Rockhampton (1995), Townsville (1996), Longreach (2004), Roma (2014)
- Nyugati Műveleti Központ: Port Hedland (1935), Kalgoorlie (1937), Meekatharra (1945), Jandakot (Perth mellett 1964), Broome (2016),
- Viktoria Részleg: központja Richmond (Melbourne)

A Központi Műveleti Központ kommunikációs központja a Port Augusta bázison található, itt fogadják a vészhívásokat, koordinálják a kórházak közötti transzferjáratot Adelaide-ből, Alice Springsből, Port Augustából és Darwinból.
A korábban működött repülőbázisok közül az alábbiak zártak be: Cloncurry (1928 - 1965, Mount Isa átvette a feladatait), Wyndham (1935 - 1989), Charters Towers (1952 - 1972, Cairns átvette a működési területet), Carnarvon (1955 - 1996), Geraldton (1977 - 1989)
További bázisok vannak, amelyek egészségügyi ellátásokat nyújtanak, ezek többsége Victoria és Új-Dél-Wales államok területein találhatóak. E körbe tartozik a Lismore, Taree, Tamworth, Wollongong, Wagga Wagga, Wodonga, Corowa, Wangaratta, Shepparton, Echuca, Bendigo, Kyneton, Mitcham, Bairnsdale, Warrnambool, Stawell, Horsham, Mildura települések ellátóhelyei, továbbá Sale, Drouin és Morwell településeken is működnek egységek.

### Repülőgépek
A 2020-as évek közepén 5 különböző típusú repülőgéppel rendelkezett, amiket repülőorvosi műveletekhez használnak. Nyugat-Ausztráliában repülőorvosi helikoptereket is használnak.
| Típus                              | darab szám | repülési táv (km) | használati terület (állam)                          |
| ---------------------------------- | ---------- | ----------------- | --------------------------------------------------- |
| Pilatus PC-12                      | 36         | 2,889             | Dél-Ausztrália, Észak-Ausztrália, Nyugat-Ausztrália |
| Pilatus PC-24                      | 5          | 3,610             | Dél-Ausztrália, Észak-Ausztrália, Nyugat-Ausztrália |
| Beechcraft King Air B300 C és B350 | 11         | 3,000             | Queensland, Új-Dél-Wales, Victória és Tasmánia      |
| Beechcraft King Air B200 és B200 C | 27         | 2,700             | Queensland, Új-Dél-Wales, Victória és Tasmánia      |
| Beechcraft King Air 360CHW         | 3          | 3,345             | Queensland                                          |